# 山本鼎 (軍医)
山本 鼎（やまもと かなえ 、1852年〈嘉永5年〉11月26日   - 没年不詳）は、日本の軍医（陸軍）。広島予備病院分院長、第四軍兵站軍医部長。

## 経歴
越中国高岡（現富山県高岡市）に医者の山本道斎の長男として生まれる。幼名は道太郎。金沢藩立医学校で学んだ後、1870年（明治3年） 大学東校へ入学。佐藤尚中、司馬凌海、緒方惟準らから教えを受ける。1875年（明治8年）緒方私塾塾頭教授に就任。1877年（明治10年）医術開業試験に合格し同年の西南戦争では新撰旅団所属の陸軍軍医試補に就任する。平壌の戦い (日清戦争)では元山技隊の医長を務め、鴨緑江作戦以後は第3師団軍医部員として活動する。また、義和団事件においては広島予備病院分院長として活動する。日露戦争では第四軍兵站軍医部長を務める。後備陸軍二等軍医正に就任した後、1911年（明治44年）退役。